# Genitori e figli: Agitare bene prima dell'uso
Pour plus de détails, voir Fiche technique et Distribution.
Genitori e figli: Agitare bene prima dell'uso est un film italien réalisé par Giovanni Veronesi et sorti en 2010.

## Synopsis
Le professeur d'italien Alberto, après une nouvelle dispute avec son fils Luigi, donne à la classe de Nina, quinze ans, un thème intitulé Parents et enfants: mode d'emploi comme devoir. Pour la jeune fille, c'est l'occasion de parler de sa famille, de sa relation avec ses parents, Gianni et Luisa à son amour pour Patrizio, en passant par le retour surprise de sa grand-mère où le racisme de son grand frère, Ettore. 

## Fiche technique
- Titre original : Genitori e figli: Agitare bene prima dell'uso

- Réalisation : Giovanni Veronesi
- Scénario : Andrea Agnello (it), Ugo Chiti et Giovanni Veronesi
- Décors : Luca Merlini
- Costumes : Gemma Mascagni
- Photographie : Tani Canevari
- Musique : Andrea Guerra (it)
- Production : Maurizio Amati (it), Aurelio De Laurentiis et Luigi De Laurentiis (1979) (it)
- Société de production : Filmauro (it)
- Pays d'origine :  Italie
- Langue : Italien
- Format : couleur - Digital Intermediate (2K) / Super 35 - 1,85:1 - son Dolby 5.1
- Genre : Comédie

- Durée : 110 minutes
- Dates de sortie :
  - Italie : 26 février 2010
  - France : inédit

## Distribution
- Silvio Orlando : Gianni
- Luciana Littizzetto : Luisa
- Michele Placido : Alberto
- Elena Sofia Ricci : Clara
- Margherita Buy : Rossana, la femme d'Alberto
- Vittorio Emanuele Propizio (it) : Patrizio, alias Ubaldolay
- Chiara Passarelli : Nina
- Andrea Fachinetti : Luigi
- Max Tortora (it) : Mario
- Piera Degli Esposti : Lea
- Matteo Amata : Ettore
- Barbara Enrichi : Preside
- Miriam Leone : une journaliste
- Neva Leoni : Clarissa
- Gianna Nannini : elle-même
- Valentino Campitelli (it) : un ami de Patrizio
- Sergio Rubini : un patient
- Valeria Solarino : une infirmière

## Distinctions

### Nominations
- Rubans d'argent 2010 :
  - Meilleure comédie
  - Meilleur scénario pour Andrea Agnello (it), Ugo Chiti et Giovanni Veronesi.
  - Meilleure chanson en 2010 pour Gianna Nannini
- Ciak d'oro 2010 : Meilleure bande originale pour Andrea Guerra (it)